# Gojira
Gojira (transkr. Gožira) francuska je muzička grupa iz Bajona. Muzika koju stvara se zbog mešanja raznih stilova teško klasifikuje, ali se najčešče opisuje kao det, progresivni i gruv metal. Tekstovi pesama ovog sastava najčešće su vezani za ekologiju.

## Istorija
Grupa je osnovana 1996. i prvobitno je nosila naziv Godzilla. Postavu grupe čine braća Džo i Mario Diplantje, te Kristijan Andru i Žan-Mišel Labadi. Godine 2001. su zbog autorskih prava morali da promene naziv u Gojira. Do sada su objavili sedam studijskih albuma. Pevač ove četvorke, Džo Diplantje, jedno vreme je bio i basista supergrupe Cavalera Conspiracy, koju predvode braća Maks i Igor Kavalera.

## Članovi

### Sadašnji
- Džo Diplantje [а] — vokal, ritam gitara
- Mario Diplantje — bubanj
- Kristijan Andre — solo gitara
- Žan-Mišel Labadi — bas-gitara

### Bivši
- Aleksandar Kornijon — bas-gitara

- Članovi grupe na Helfestu 2013.
- Džo Diplantje
- Mario Diplantje
- Kristijan Andre
- Žan-Mišel Labadi

## Diskografija
| - (2001) - (2003) - (2005) - (2008) - (2012) - (2016) - (2021) | - (2004) - (2012) - (2014) |

## Nagrade i nominacije
- Nagrade Gremi

| Godina | Kategorija         | Nominovano delo | Ishod      |
| ------ | ------------------ | --------------- | ---------- |
| 2017.  | Najbolji rok album |                 | Nominacija |

## Nastupi u Srbiji
| Datum        | Mesto   | Prostor | Napomene             | Izv.        |
| ------------ | ------- | ------- | -------------------- | ----------- |
| 8. maj 2012. | Beograd | Ušće    | zajedno sa grupama i | [ 2 ] [ 3 ] |

## Napomene
1. ↑  Džo Diplantje je bio član grupe Cavalera Conspiracy.[1]

## Spoljašnje veze
- Zvanični veb-sajt
- na sajtu
- na sajtu
- na sajtu
- na sajtu